# 개두
개두(蓋頭) 또는 여립모(女笠帽)는 혼례식 때 신부가 머리에 쓰는 천으로 얼굴 전체를 가리는 천의 일종이다. 개두는 천을 그대로 내린 것이라 머리 윗부분을 제외하고 천에는 꿰매지 않는다.
궁정의 경우 왕비 이하의 사람들이 쓰개로서 착용했으며 국상을 겪을 때에는 그 기간에 따라 색을 달리해 흰색인 경우도 있고 검은색인 경우도 있었다.

## 참고자료
- 류은주, 《모발학사전》, 광문각, 2003년, 117-124쪽 참조